# Anoecida
Ordre
Familles de rang inférieur
- Caecitellidae
- Cafeteriaceae

Synonymes
Caecitellida Cavalier-Smith, 1996
Les Anoecida sont un ordre d'organismes eucaryotes hétérocontes de l'embranchement des Bigyra et du super-ordre des Cyathobodoniae. 

## Liste des familles et genres
Selon The Taxonomicon (23 novembre 2024) :
- Caecitellidae Cavalier-Smith, 2006
  - Caecitellus Patterson et al., 1993 : genre type
  - Halocafeteria Park, Cho & Simpson, 2006
- Cafeteriaceae Moestrup, 1995
  - Anoeca Cavalier-Smith, 2006
  - Cafeteria Fenchel & Patterson, 1988 : genre type
  - Symbiomonas Guillou & Chrétiennot-Dinet, 1999

Selon World Register of Marine Species (23 novembre 2024) :
- Caecitellidae Cavalier-Smith, 2006
  - Caecitellus D.J.Patterson, K.Nygaard, G.Steinberg & Turley, 1993

Selon IRMNG (23 novembre 2024) :
- Anoecaceae Cavalier-Smith, 2006  : synonyme Cafeteriaceae
- Caecitellidae Cavalier-Smith, 2006
  - Caecitellus Patterson et al., 1993 : genre type
  - Halocafeteria Park, Cho & Simpson, 2006
- Cafeteriidae Moestrup, 1995 : synonyme Cafeteriaceae
  - Anoeca Cavalier-Smith, 2006
  - Cafeteria Fenchel & Patterson, 1988 : genre type
  - Pseudobodo Griessmann, 1913
  - Symbiomonas Guillou & Chrétiennot-Dinet, 1999

## Publications originales
- (en) Thomas Cavalier-Smith, 1997. « Sagenista and Bigyra, two phyla of heterotrophic heterokont chromists », Archiv für Protistenkunde, vol. 148, n. 3, p. 253–267, DOI 10.1016/S0003-9365(97)80006-1.
- (en) Thomas Cavalier-Smith & Ema E-Yung Chao (d) , 2006. « Phylogeny and megasystematics of phagotrophic heterokonts (kingdom Chromista) », Journal of Molecular Evolution, vol. 62, p. 388–420, DOI 10.1007/s00239-004-0353-8.